# NGC 3694
NGC 3694 is een elliptisch sterrenstelsel in het sterrenbeeld Grote Beer. Het hemelobject werd op 11 maart 1831 ontdekt door de Britse astronoom John Herschel.

## Synoniemen
- UGC 6480
- MCG 6-25-76
- ZWG 185.70
- ARAK 296
- IRAS 11262+3541
- PGC 35352